# Mai Đức Chung
Mai Đức Chung (sinh ngày 21 tháng 6 năm 1949) là một huấn luyện viên bóng đá và cựu cầu thủ bóng đá chuyên nghiệp người Việt Nam. Ông hiện là huấn luyện viên trưởng của đội tuyển bóng đá nữ quốc gia Việt Nam.

## Tiểu sử
Mai Đức Chung sinh ra tại làng hoa Ngọc Hà, Hà Nội, nhưng quê gốc của ông là Hưng Yên. Trên giấy tờ ghi năm sinh của ông là 1951 song nhiều bạn đồng niên cho biết ông sinh năm 1949. Ông là con thứ 2 trong gia đình 6 chị em. Thuở nhỏ, ông thường xuyên có được tấm vé vào sân để xem bóng đá nhờ có mẹ làm việc tại Sân vận động Hàng Đẫy. Những trận đấu tại đây, đặc biệt là các cuộc đối đầu của đội tuyển miền Bắc Việt Nam với các đội bóng thuộc khối xã hội chủ nghĩa như Trung Quốc, CHDCND Triều Tiên, Mông Cổ,... đã khơi dậy niềm đam mê bóng đá trong ông từ sớm.
Năm 1964, ông Chung thi vào lớp dự bị văn hóa của Đại học Thể dục - Thể thao Từ Sơn, và tốt nghiệp năm 1972.

## Sự nghiệp

### Cầu thủ
Mai Đức Chung là một cầu thủ đa năng, có thể thi đấu nhiều vị trí. Vị trí sở trường của ông là tiền vệ hoặc tiền đạo, tuy nhiên khi cần cũng có thể chơi ở vị trí hậu vệ. Thời đỉnh cao của ông, ông từng có biệt danh "Chung điền kinh" do khả năng chạy không biết mệt của ông.
Khởi đầu sự nghiệp cầu thủ, ông nhận được nhiều lời mời chào của các câu lạc bộ thời đó như Tổng cục Đường sắt, Công an Hà Nội... Tuy nhiên ông lại nhận lời về đá cho một câu lạc bộ ở hạng dưới ít tên tuổi là Xe ca Hà Nội (đây là nguồn gốc của biệt danh Chung "xe ca").
Đến tháng 9 năm 1975, ông nhận lời về thi đấu cho Tổng cục Đường sắt và gắn bó cùng câu lạc bộ này cho đến khi giải nghệ. Cùng với Tổng cục Đường sắt, ông đã giành được chức vô địch quốc gia lần đầu tiên vào năm 1980. Ông được triệu tập vào đội tuyển quốc gia (1981-82) đi thi đấu nước ngoài. Mai Đức Chung giải nghệ cầu thủ năm 1984.

### Huấn luyện viên

#### Các đội tuyển trẻ
Trong thời gian dài, Mai Đức Chung giữ chức vụ trợ lý số 1 cho huấn luyện viên Alfred Riedl ở đội tuyển bóng đá quốc gia nam. Năm 2007, khi ông Alfred Riedl vắng mặt vì phải trải qua ca phẫu thuật ghép thận, ông đã nắm quyền dẫn dắt đội tuyển bóng đá Olympic Việt Nam và giành được một số thắng lợi quan trọng trước các đối thủ Tây Á như Liban và Oman tại vòng loại Olympic Bắc Kinh 2008. Ở vòng đấu cuối cùng của vòng loại Olympic, huấn luyện viên trưởng Riedl đã giao cho ông quyền chỉ đạo đội tuyển Olympic trong 3 trận đấu cuối cùng.
Sau trận bán kết tại Đại hội Thể thao Đông Nam Á 2007 với U-23 Myanmar, VFF sa thải Afred Riedl, ông được bổ nhiệm dẫn dắt đội U-23 Việt Nam thi đấu trận tranh huy chương đồng với đội U-23 Singapore nhưng U-23 Việt Nam đã thua 0-5. Đây cũng là thất bại kỷ lục của đội U-23 Việt Nam.
Năm 2008, VFF bổ nhiệm ông vào vị trí HLV trưởng U-22 Việt Nam. Tháng 10 năm 2008, ông dẫn dắt đội tuyển bóng đá U-22 quốc gia Việt Nam đoạt cúp Merdeka 2008 tại Malaysia (hòa đội tuyển quốc gia Malaysia 0-0 sau 2 hiệp phụ và thắng 6-5 bằng loạt đá 11m).

#### Becamex Bình Dương
Tháng 5 năm 2009, sau những thay đổi về huấn luyện viên trưởng ở câu lạc bộ đương kim vô địch quốc gia Bình Dương, ông bất ngờ được mời vào vị trí huấn luyện viên trưởng của câu lạc bộ. Thành tích nổi bật của ông trong thời gian dẫn dắt Bình Dương là vào đến bán kết AFC Cup 2009; đây là thành tích tốt nhất cho đến nay của một câu lạc bộ bóng đá Việt Nam tại sân chơi cấp châu lục. Kết thúc V-League 2009, Bình Dương giành ngôi á quân và là đội ghi được nhiều bàn thắng nhất.
Tháng 4 năm 2010, sau 8 vòng đấu của V-League 2010, ban lãnh đạo của Becamex Bình Dương không hài lòng với vị trí thứ 4 và các kết quả mà Bình Dương đã đạt được nên đã sa thải ông.
Năm 2015, ông đuợc Becamex Bình Dương mời về ở giai đoạn giữa mùa giải thay thế cho nguời tiền nhiệm Lê Thụy Hải trong vai trò giám đốc kỹ thuật của đội. Dưới sự dẫn dắt của ông, Becamex Bình Dương nhanh chóng lấy lại được bản sắc sau những thất bại từ đầu mùa và tại AFC Champions League 2015 để bảo vệ thành công chức vô địch V.League và lần đầu tiên đoạt Cúp Quốc gia 2015.

#### Navibank Sài Gòn
Một thời gian ngắn sau khi bị Becamex Bình Dương sa thải, ông trở thành huấn luyện viên cho đội bóng Navibank Sài Gòn. Dưới sự dẫn dắt của ông, Navibank Sài Gòn đã giành chức vô địch Cúp Quốc gia mùa 2011. Cuối tháng 1 năm 2012, ông được bổ nhiệm làm huấn luyện viên trưởng đội tuyển U-19 quốc gia Việt Nam.

#### Thanh Hóa
Đầu tháng 2 năm 2013, ông chính thức trở thành huấn luyện viên trưởng câu lạc bộ Thanh Hóa sau khi câu lạc bộ này bất ngờ chấm dứt hợp đồng với huấn luyện viên Triệu Quang Hà. Trong thời gian tại đây, ông đã vướng phải những lùm xùm xung quanh việc xảy ra xô xát với một cổ động viên Đồng Tâm Long An sau trận thua Đồng Tâm Long An 0-2 trên sân khách mùa giải V.League 2014. Do bất đồng với lãnh đạo câu lạc bộ về vấn đề hợp đồng, HLV Mai Đức Chung quyết định chia tay đội bóng xứ Thanh khi mùa giải 2014 chỉ còn 3 vòng đấu nữa là kết thúc, trùng thời điểm ông Chung quay trở lại đội tuyển nữ quốc gia.

#### Đội tuyển bóng đá nữ quốc gia
Mai Đức Chung là thành viên ban huấn luyện đội tuyển nữ quốc gia Việt Nam năm 1997, với tấm huy chương vàng giải tiền SEA Games và huy chương đồng SEA Games cùng năm. Ông cùng đội tuyển giành thêm hai tấm huy chương vàng SEA Games các năm 2003 và 2005 trước khi nghỉ dẫn dắt tuyển nữ trong một thời gian dài.
Năm 2014, để chuẩn bị cho tuyển nữ dự ASIAD, VFF đã mời ông Chung lên tuyển mặc dù đã có ý định thuê huấn luyên viên Nhật Bản trước đó và đã có ít nhất hai ứng viên được chọn. Đội tuyển nữ Việt Nam do ông dẫn dắt tại đại hội đã gây chấn động khi lần đầu tiên góp mặt tại bán kết một kỳ ASIAD và giành hạng 4 chung cuộc.Tại Giải vô địch bóng đá nữ Đông Nam Á 2016, đội tuyển giành ngôi á quân khi để thua Thái Lan tại chung kết. Những thành công tiếp đó của ông với đội tuyển nữ bao gồm hai tấm huy chương vàng môn bóng đá nữ tại Đại hội Thể thao Đông Nam Á 2017 và 2019, cùng một lần vô địch AFF Cup 2019. Chỉ tính riêng tại SEA Games, ông đã đóng góp vào 6 trong tổng số 8 huy chương vàng của bóng đá nữ Việt Nam ở thời điểm hiện tại.
Tuy nhiên, đỉnh cao trong sự nghiệp của ông Chung "xe ca" với đội tuyển bóng đá nữ quốc gia lại đến vào đầu năm 2022. Sau loạt trận play-off quyết định suất thứ 5 tham dự World Cup 2023 tại Cúp bóng đá nữ châu Á 2022, đội tuyển nữ Việt Nam dưới sự dẫn dắt của ông đã xuất sắc giành được tấm vé cuối cùng đến với World Cup. Đây là lần đầu tiên trong lịch sử, một đội tuyển bóng đá quốc gia Việt Nam nói chung và một đội tuyển nữ nói riêng góp mặt tại một giải đấu thế giới. Đáng nói hơn, thành quả này lại đến khi đội tuyển của ông đã gặp nhiều tổn thất lớn về lực lượng trong giai đoạn trước và xuyên suốt giải đấu bởi những ảnh hưởng của đại dịch COVID-19. Dù vậy, tại Giải vô địch bóng đá nữ thế giới 2023, đội tuyển nữ Việt Nam dừng bước tại vòng bảng với 3 trận thua.
Sau khi đạt thành tích vô tiền khoáng hậu cùng đội tuyển nữ, Mai Đức Chung bất ngờ bày tỏ nguyện vọng xin không dẫn dắt đội tuyển nữa. Thời điểm xin rút lui, ông đã ngoài 70 tuổi và tự nhận mình không còn phù hợp với việc phải chịu áp lực tại mỗi trận đấu hay giải đấu quan trọng. Nhưng tại SEA Games 31 sau đó, ông vẫn tiếp tục có mặt trong thành phần huấn luyện và đã giúp tuyển nữ giành huy chương vàng khi đánh bại Thái Lan 1-0 trên sân nhà. Ông đã một lần nữa cùng đội tuyển bảo vệ thành công tấm huy chương vàng tại SEA Games 32, khi đánh bại nữ Myanmar 2-0 trong trận chung kết để có lần vô địch lần thứ 4 liên tiếp và thứ 8 trong lịch sử, một kỷ lục của tuyển nữ Việt Nam cũng như cá nhân HLV Mai Đức Chung.
Vào tháng 5/2024, ông trở lại dẫn dắt với bản hợp đồng tới ngày 31/12/2025. Ông khẳng định sau khi hết hợp đồng lần này sẽ chính thức nghỉ hưu.

#### Đội tuyển bóng đá nam quốc gia
Năm 2017, sau khi Nguyễn Hữu Thắng từ chức huấn luyện viên trưởng đội tuyển bóng đá nam quốc gia do đội đã bị loại ngay sau vòng bảng môn bóng đá nam tại Đại hội Thể thao Đông Nam Á, Liên đoàn bóng đá Việt Nam đã đề nghị ông làm huấn luyện viên tạm quyền dẫn dắt đội nam đá vòng loại Cúp bóng đá châu Á 2019. Đây là lần thứ hai ông nhận lời làm huấn luyện viên tạm quyền đội bóng đá nam quốc gia sau khi những người tiền nhiệm bị sa thải hoặc từ chức. Ông đã giúp đội tuyển toàn thắng cả 2 lượt trận vòng loại Asian Cup khi gặp Campuchia, qua đó đưa đội tuyển từ vị trí thứ 3 vươn lên thứ 2 trong bảng đấu nhưng bằng điểm và chỉ kém hiệu số bàn thắng so với đội đầu bảng lúc này là Jordan. Sau đó khi VFF đưa ra bỏ phiếu bầu chức danh huấn luyện viên trưởng đội tuyển bóng đá quốc gia Việt Nam trước trận lượt về với Campuchia, ông Park Hang-seo đã trúng cử, vì vậy ông đã quay trở lại vai trò huấn luyện viên trưởng đội tuyển nữ quốc gia.

## Đời tư
Mai Đức Chung kết hôn với bà Phạm Thị Ngọc Uyển (sinh năm 1952), một giáo viên tiểu học, vào năm 1977. Cả hai đã có chung hai người con trai, một trong số đó là Mai Quang Hưng (sinh năm 1981), cựu tuyển thủ U-19 Việt Nam, cùng lứa với những Dương Hồng Sơn, Huy Hoàng, Việt Thắng...và có cháu trai tên là Mai Đức Vinh (sinh năm 2010).

## Danh hiệu và thành tích

### Cầu thủ
Tổng cục Đường sắt
- V-League: 1980

### Huấn luyện viên
Becamex Bình Dương
- V-League:
  -  Vô địch (2015)[32]
  -  Á quân (2009)
- Cúp Quốc gia:  Vô địch (2015)[33]

Navibank Sài Gòn
- Cúp Quốc gia:  Vô địch (2011)[34]

U-22 Việt Nam
- Merdeka Cup:  Vô địch (2008)[3]

Đội tuyển bóng đá nữ quốc gia Việt Nam
- Đại hội Thể thao Đông Nam Á:  Huy chương Vàng: (2003, 2005, 2017, 2019, 2021, 2023)
- AFF Cup :  Vô địch (2019)[35],  Á quân (2016)[15],  Hạng 3 (2018)[36]
- Đại hội Thể thao châu Á 2014: Hạng 4

## Vinh danh
- Mai Đức Chung được bầu chọn là "Huấn luyện viên tiêu biểu nhất Việt Nam năm 2005" theo kết quả của cuộc bình chọn do báo Thể thao Việt Nam tổ chức.[37][38]
- Tại Lễ vinh danh đoàn thể thao Việt Nam tham dự Đại hội Thể thao Đông Nam Á 2019, ông đã vinh dự nhận Huân chương Lao động hạng Nhì do Chủ tịch nước trao tặng.[39]
- Tại Lễ tôn vinh vận động viên, huấn luyện viên tiêu biểu năm 2019, ông nhận giải Huấn luyện viên tiêu biểu toàn quốc.[40]
- Với thành tích đưa đội tuyển nữ Việt Nam góp mặt tại Giải vô địch bóng đá nữ thế giới 2023, ông được Chủ tịch nước trao tặng Huân chương Lao động hạng Nhất.[41]
- Nhận danh hiệu Anh hùng lao động vào năm 2025 vì những thành tích đặc biệt xuất sắc trong lao động sáng tạo, đóng góp quan trọng vào sự nghiệp xây dựng chủ nghĩa xã hội và bảo vệ Tổ quốc.[42]